# Arenaria provincialis
Arenaria provincialis är en nejlikväxtart som beskrevs av Arthur Oliver Chater och Halliday. Arenaria provincialis ingår i släktet narvar, och familjen nejlikväxter. Inga underarter finns listade i Catalogue of Life.